# Daga Post
Daga Post je městem v Jižním Súdánu (stát Horní Nil) blízko hranic s Etiopií. Protéká jím řeka Daga, ústící do nedalekých mokřadů Machar Marshes. Leží na stejné zeměpisné délce jako Addis Abeba, hlavní město Etiopie.